# المسيرة العالمية إلى غزة
المسيرة العالمية إلى غزة هي مبادرة دولية شعبية قادمة للعبور من مصر إلى قطاع غزة سيرًا على الأقدام عبر معبر رفح البري. وبمجرد وصولهم إلى رفح، يعتزمون تنظيم احتجاج هناك. ومن المتوقع أن يتجمع ما بين 2000 و3000 ناشط في مصر، ثم يدخلون إسرائيل، ثم يخيمون في غزة لمدة ثلاثة أيام.
ستشارك في المسيرة 150 منظمة غير حكومية وناشطين من 31 دولة، ومن المتوقع أن تقام في منتصف يونيو 2025. سيتجمع المشاركون بدءًا من 12 يونيو في القاهرة، مصر. ثم سيتوجهون إلى العريش ويستمرون سيرًا على الأقدام إلى حدود غزة ويبقون هناك حتى 20 يونيو قبل العبور إلى إسرائيل.
تهدف المسيرة إلى وقف الإبادة الجماعية، وتقديم المساعدات، وكسر الحصار، وكشف جرائم الحرب التي يرتكبها الجيش الإسرائيلي، والحث على اتخاذ إجراءات قانونية ضد انتهاكات القانون الدولي.

## نظرة عامة
في 25 مايو 2025، أعلن تحالف مكون من 32 دولة عن تنظيم "مسيرة من أجل غزة" (بالإنجليزية: Mror Gaza)، وهي مبادرة تهدف إلى دخول قطاع غزة سيرًا على الأقدام لانهاء الابادة الجماعية وفضح الأزمة الإنسانية وكسر الحصار طويل الأمد. تأتي هذه الخطوة في سياق مسيرات دولية سابقة مثل مسيرة العودة الكبرى (2018–2019) وحركات التضامن العالمية مع الفلسطينيين.

## المجموعات المؤيدة للسيرة
تشمل المجموعات التي تؤيد المسيرة ما يلي: 
- التحالف الدولي للعاملين الصحيين من أجل العدالة

تحالف تضامن مسافر يطا من فلسطين
- حركة الشباب الفلسطيني
- كود بينك
- صوت يهودي من أجل العمال
- المليون ريفية وجمعية البدون أرض في تونس
- منتدى التضامن الهندي الفلسطيني
- الحركة الأيرلندية المناهضة للحرب

## خلفية تاريخية
يشبه هذا التحالف المبادرات السابقة مثل:
1. أسطول الحرية (2010): محاولة لكسر الحصار بحرًا، انتهت بمواجهة دامية مع القوات الإسرائيلية.
2. مسيرات العودة الكبرى: احتجاجات سلمية عند حدود غزة (2018–2019) للمطالبة بحق العودة وإنهاء الحصار.
3. مسيرات التضامن العالمية: مثل تلك التي نظمت في عدة عواصم عام 2024 ردًا على الحرب في غزة.

## أهداف المسيرة
1. كسر العزلة الدولية: الضغط على المجتمع الدولي لإنهاء الابادة الجماعية وكسر الحصار المفروض منذ 2007.
2. إدخال المساعدات: تأمين وصول الغذاء والدواء دون عوائق.
3. التضامن مع المدنيين: إبراز المعاناة اليومية لسكان غزة تحت الحصار.

## الدول المشاركة
يشمل التحالف دولًا من: مصر، الأردن، الجزائر، تونس، أيرلندا، النرويج، بلجيكا، بوليفيا، كولومبيا، جنوب إفريقيا، ماليزيا، إندونيسيا.

## مستقبل المبادرة
إذا نجحت، قد تشكل سابقة لتكتل دولي ضد الحصار، مشابهة لحركة BDS (مقاطعة، سحب استثمارات، عقوبات). كما قد تدفع لمبادرات مماثلة في مناطق أخرى مثل الضفة الغربية أو اليمن.